# X10 (電視節目)
《X10》為韓國Kakao TV綜藝節目，由 鄭彩妍（DIA）、女團OH MY GIRL等人共同主持，節目主軸為親自向真實的射箭選手們學習射箭，並向金牌挑戰的過程與點滴。

## 出演嘉賓
- 張英術（射箭教練）。
- 具本燦（射箭運動員）。

## 備註
1. ↑  2018年MBC偶像明星運動會女子團體射箭金牌。

## 外部連結
- 官方網站 （页面存档备份，存于）